# 10123 Fideöja
10123 Fideöja este un asteroid din centura principală, descoperit pe 17 martie 1993, de UESAC.